# Сад счастливцев
«Сад счастливцев», известное также как «Хадикат-ус-суада» (азерб. «Hədiqətüs-süəda / حديقة السعداء) — перевод XVI века на азербайджанский язык произведения персидского поэта Хусейна Ваиза Кашеви (XVI век) о мученичестве имамов, сделанный поэтом Мухаммедом Физули. Но в то же время некоторые исследователи отмечают, что это произведение нельзя рассматривать как переведённый труд, поскольку Физули, работая над ним, произвёл значительные изменения. Это признаёт и сам Физули в своём произведении. 
Произведение рассказывает о трагических событиях, произошедших в 680 году в Кербела. 
Физули, написал «Сад счастливцев», живя в городе Кербела. Это первое произведение Физули, написанное в жанре художественной прозы. Работа посвящена Мохаммед Паше. Впервые была опубликована в 1854 году в Каире.
У этого произведения существует около 300 дошедших до наших дней рукописей, составленных на основе переписанной в Конье, в 954 году хиджры (1547/1548 год), ещё при жизни Физули, рукописи.